# Randal L. Schwartz
Randal L. Schwartz (ur. 22 listopada 1961 w Portland) – amerykański programista, autor książek o tematyce IT. Jest współzałożycielem podcastu FLOSS Weekly i współautorem kilku książek dotyczących języka Perl. Twórca transformacji Schwartza.